# カガミダイ
カガミダイ (寿仙魚、鏡鯛、鑑鯛、魴、学名:Zenopsis nebulosa) は、マトウダイ目マトウダイ科に属する魚類の一種。太平洋に分布する。種小名は「曇った、ぼやけた」という意味。

## 形態
体長は最大70センチメートル。体はひし形で、側扁する。頭部背側は凹む。背鰭棘条は9本、背鰭軟条は26 - 27本、臀鰭棘条は3本、臀鰭軟条は25 - 27本、胸鰭軟条は12本、腹鰭棘条は1本、腹鰭軟条は5本。背鰭の棘条が著しく長い。側面後部縁には棘状骨質板をもつ。口は上方に向かって大きく伸びる。側面は銀色で鱗が無く、鏡のように見える。側面中央に薄い暗色の斑紋がある。若魚は側面に不規則な暗色の斑点をもつ。

## 生態
環太平洋域に分布し、オーストラリア南部、カリフォルニア、ナスカ海嶺での記録がある。日本でも室蘭以南の太平洋側、若狭湾以南の日本海側、東シナ海、琉球列島で見られる。水深30 - 800メートルの大陸棚から大陸斜面にかけて生息する底生魚である。幼魚は稀に浅海に現れる。肉食であり、魚食性だが稀に甲殻類も捕食する。

## 人間との関係
深海底引き網で漁獲される。マトウダイと比べると味は劣ると言われるが、食用にされている。